# Zubcow
Zubcow (ros. Зубцов), to miasto położone w zachodniej Rosji na terenie obwodu twerskiego, centrum administracyjne rejonu zubcowskiego, 146 km od Tweru.
Miasto leży u ujścia Wazuzy do Wołgi, 44 km na południowy zachód od Staricy i 18 km na południowy wschód o Rżewa. Znajduje się tu stacja kolejowa Zubcow, położona na linii Moskwa - Siebież.

## Historia
Pierwszy raz wymieniany w 1216, w średniowieczu pograniczna twierdza w księstwie twerskim, wcielone wraz z resztą ziem księstwa w 1485 do Księstwa Moskiewskiego. Ważny ośrodek handlu lnem. W 1801 wzniesiono tu neoklasycystyczny sobór.